# Team Sonic Racing
Team Sonic Racing (jap.: チームソニックレーシング, Hepburn: Chīmu Sonikku Rēshingu) ist ein Rennspiel-Videospiel, das von Sumo Digital entwickelt und von Sega international am 21. Mai 2019 für PlayStation 4, Xbox One, Nintendo Switch und Steam veröffentlicht wurde.
In diesem Rennspiel der Funracer-Kategorie ist es das titelgebende Gimmick des Spiels, dass sich mehrere, zumeist drei Fahrer in einem Team befinden, also ihre jeweils erzielten Platzierungen mit Punkten addiert werden, um ein Siegerteam zu ermitteln und Items nach Bedarf auf Knopfdruck zwischen Teammitgliedern gewechselt werden können, um sich gegenseitig zu unterstützen.
Für iOS und macOS erschien am 19. September 2019 eine Version ohne Teamfunktion mit dem simpleren Namen Sonic Racing, die mit einem Update am 25. Oktober 2021 neue, exklusive Inhalte erhielt.
Das Spiel ist der Nachfolger von Sonic & Sega All-Stars Racing (2010) und Sonic & All-Stars Racing Transformed (2012).

## Gameplay
In den Rennen treten bis zu zwölf von insgesamt 15 wählbaren Fahrern, die durch Computerspieler ergänzt werden, gegeneinander an und fahren drei Runden auf jeder Strecke. Bis auf den Story-Modus namens „Team-Abenteuer“ kann zwischen einzelner oder Team-Fahrweise gewählt werden. Während bei einzelner Fahrweise jeder Fahrer für sich fährt und seine Platzierung in sein entsprechendes Ergebnis resultiert, fahren in der Team-Fahrweise, mehrere, regulär drei Fahrer zwar jeweils in ihren eigenen Fahrzeugen, jedoch wird die Punktzahl jedes Teammitgliedes zusammengerechnet, weswegen eine besonders gute oder schlechte Leistung eines Teammitgliedes das Gesamtresultat des Teams auch entscheidend beeinflussen kann. Jeder Fahrer verfügt über ein festgelegtes Fahrzeug, welches sich auch nicht mehr wie im Vorgänger transformieren kann. Dabei kann man durch gekonntes Driften und Stunts in der Luft zusätzliche, kurzzeitige Booster-Geschwindigkeit erlangen.
Auf den Strecken sind Itemboxen verteilt, die bei Berührung zufällig eines von 16 Items zur Verfügung stellen, die per Knopfdruck verwendet werden können: Ringe, Unverwundbarkeit und die 14 Wisps mit den Farben und Fähigkeiten schwarze Bombe, blauer Würfel, purpurroter Adler, türkiser Laser, graues Erdbeben, elfenbeinfarbener Blitz, jadefarbener Geist, magentafarbener Rhythmus, orangefarbene Rakete, pinke Stacheln, rotes Feuer, violetter Sog, gelber Bohrer und weißer Turbo. Erhaltene Items können vor Einsatz mit entsprechendem Tastendruck an ein anderes Teammitglied geschickt werden.
Im Hauptmenü wählt man zunächst zwischen dem Story-Modus „Team-Abenteuer“, „Lokales Spiel“, „Online-Spiel“ oder verschiedenen Statistiken und Optionen. Im „Team-Abenteuer“ wird der aus sieben Kapiteln bestehende Story-Modus mit eingesprochenen Textpassagen vorangetrieben und es müssen ausschließlich mit Team-Fahrweise, mit bis zu drei Spielern, bestimmte Voraussetzungen in den Missionen erfüllt werden, um voranzukommen. In diesem Story-Modus hat der neue Charakter, ein Tanuki namens Dodon Pa, die Wettstreiter zu einem Wettrennen eingeladen. Die Helden verdächtigen Dodon Pa zunächst, unter einer Decke mit Dr. Eggman zu stecken, jedoch stellt sich heraus, dass Dodon Pa lediglich gefahrlos Energie aus dem Teamwork der Protagonisten für seine Firma „Donpa Motors“ bezieht. Als Dr. Eggman später Dodon Pa entführt, können Sonic und seine Freunde ihn wieder befreien. Im Modus „Lokales Spiel“ sind Wettrennen für bis zu vier Spieler im Splitscreen möglich, für die Version auf Nintendo Switch können Rennen auch über das Wireless-Verbinden mehrerer Konsolen ausgetragen werden.

## Charaktere
Das Spiel verfügt über 15 wählbare Spielcharaktere, die ausschließlich aus den Sonic-the-Hedgehog-Spielen stammen. Für die Team-Fahrweise können Teams auch individuell zusammengestellt werden, auch wenn die Charaktere regulär einem vorgeschlagenen Team angehören. Dabei gehört jeder Charakter einer Geschwindigkeits-, Technik- oder Kraft-Klasse an und die einzelnen Attribute unterscheiden sich jeweils.
| Spielbare Charaktere in Team Sonic Racing                                         | Spielbare Charaktere in Team Sonic Racing | Spielbare Charaktere in Team Sonic Racing | Spielbare Charaktere in Team Sonic Racing |
| Team                                                                              | Charakter                                 | Fahrzeug                                  | Klasse                                    |
| --------------------------------------------------------------------------------- | ----------------------------------------- | ----------------------------------------- | ----------------------------------------- |
| Team Sonic                                                                        | Sonic the Hedgehog                        | Speed Star                                | Geschwindigkeit                           |
| Team Sonic                                                                        | Miles Tails Prower                        | Whirlwind Sport                           | Technik                                   |
| Team Sonic                                                                        | Knuckles the Echidna                      | Land Breaker                              | Kraft                                     |
| Team Dark                                                                         | Shadow the Hedgehog                       | Dark Reaper                               | Geschwindigkeit                           |
| Team Dark                                                                         | Rouge the Bat                             | Lip Spyder                                | Technik                                   |
| Team Dark                                                                         | E-123 Omega                               | Cross Dozer                               | Kraft                                     |
| Team Rose                                                                         | Amy Rose                                  | Pink Cabriolet                            | Geschwindigkeit                           |
| Team Rose                                                                         | Chao                                      | Chao Pod                                  | Technik                                   |
| Team Rose                                                                         | Big the Cat                               | Frog Cruiser                              | Kraft                                     |
| Team Vector                                                                       | Vector the Crocodile                      | Beat Monster                              | Kraft                                     |
| Team Vector                                                                       | Silver the Hedgehog                       | Lightron                                  | Technik                                   |
| Team Vector                                                                       | Blaze the Cat                             | Royal Chariot                             | Geschwindigkeit                           |
| Team Eggman                                                                       | Dr. Eggman                                | Egg Booster                               | Technik                                   |
| Team Eggman                                                                       | Metal Sonic                               | Formula M                                 | Geschwindigkeit                           |
| Team Eggman                                                                       | Zavok                                     | Road Dragoon                              | Kraft                                     |
| —                                                                                 | Classic Sonic 1                           | Cyclone 1                                 | Geschwindigkeit                           |
| Anmerkungen: 1 Nur auswählbar in Sonic Racing für iOS und macOS seit Update 2.0.0 |                                           |                                           |                                           |

## Strecken
Das Spiel verfügt über sieben Zonen, die über je drei Strecken verfügen, die im Einzelrennen-Modus einzeln ausgewählt werden können. Dabei handelt es sich um Orte, die aus verschiedenen Spielen der Sonic-the-Hedgehog-Spieleserie entstammen und für Missionen beim „Team-Abenteuer“ auch speziell zugeschnitten sein können.
| Strecken in Team Sonic Racing                                                     | Strecken in Team Sonic Racing |
| Zone                                                                              | Strecke                       |
| --------------------------------------------------------------------------------- | ----------------------------- |
| Planet Wisp                                                                       | Wisp Circuit                  |
| Planet Wisp                                                                       | Mother's Canyon               |
| Planet Wisp                                                                       | Doctor’s Mine                 |
| Seaside Hill                                                                      | Ocean View                    |
| Seaside Hill                                                                      | Lost Palace                   |
| Seaside Hill                                                                      | Whale Lagoon                  |
| Glacierland                                                                       | Ice Mountain                  |
| Glacierland                                                                       | Frozen Junkyard               |
| Glacierland                                                                       | Hidden Volcano                |
| Casino Park                                                                       | Roulette Road                 |
| Casino Park                                                                       | Bingo Party                   |
| Casino Park                                                                       | Pinball Highway               |
| Sandopolis                                                                        | Sand Road                     |
| Sandopolis                                                                        | Boo's House                   |
| Sandopolis                                                                        | Clockwork Pyramid             |
| Rooftop Run                                                                       | Market Street                 |
| Rooftop Run                                                                       | Haunted Castle                |
| Rooftop Run                                                                       | Sky Road                      |
| Final Fortress                                                                    | Turbine Loop                  |
| Final Fortress                                                                    | Dark Arsenal                  |
| Final Fortress                                                                    | Thunder Deck                  |
| Green Hill Zone 1                                                                 | Waterfall Hollow 1            |
| Green Hill Zone 1                                                                 | Crabmeat Gorge 1              |
| Green Hill Zone 1                                                                 | Stunning Springs 1            |
| Anmerkungen: 1 Nur auswählbar in Sonic Racing für iOS und macOS seit Update 2.0.0 |                               |

## Synchronisation
Im Gegensatz zu den Vorgängern bietet Team Sonic Racing, wie in den Hauptspielen der Sonic-Serie inzwischen üblich, über deutsche, englische, japanische, französische, spanische und italienische Sprachausgabe. Dabei debütierte Paulina Weiner als deutsche Stimme von Tails und Johannes Oliver Hamm sprach erstmals den deutschen Dr. Eggman in einem Videospiel, nachdem er diesen bereits von 2014 bis 2016 in der Sonic Boom-TV-Serie synchronisiert hatte. Auch Anna Gamburg als Amy Rose und Andreas Sparberg als Big the Cat debütierten in ihren Rollen. Klaus Lochthove übernahm dabei im deutschsprachigen Sektor mit Shadow, Zavok, Dodon Pa und dem Ansager gleich vier Charaktere im Spiel.
| Synchronsprecher in Team Sonic Racing | Synchronsprecher in Team Sonic Racing | Synchronsprecher in Team Sonic Racing | Synchronsprecher in Team Sonic Racing | Synchronsprecher in Team Sonic Racing | Synchronsprecher in Team Sonic Racing | Synchronsprecher in Team Sonic Racing |
| Figur im Spiel                        | Deutscher Synchronsprecher            | Englischer Synchronsprecher           | Japanischer Synchronsprecher          | Französischer Synchronsprecher        | Spanischer Synchronsprecher           | Italienischer Synchronsprecher        |
| ------------------------------------- | ------------------------------------- | ------------------------------------- | ------------------------------------- | ------------------------------------- | ------------------------------------- | ------------------------------------- |
| Sonic the Hedgehog                    | Marc Stachel                          | Roger Craig Smith                     | Jun'ichi Kanemaru                     | Alexandre Gillet                      | Ángel de Gracia                       | Renato Novara                         |
| Miles Tails Prower                    | Paulina Weiner                        | Colleen O’Shaughnessey                | Ryō Hirohashi                         | Marie-Eugénie Maréchal                | Graciela Molina                       | Benedetta Ponticelli                  |
| Knuckles the Echidna                  | Claus-Peter Damitz                    | Dave Mitchell                         | Nobutoshi Canna                       | Sébastien Desjours                    | Sergio Mesa                           | Maurizio Merluzzo                     |
| Shadow the Hedgehog                   | Klaus Lochthove                       | Kirk Thornton                         | Kōji Yusa                             | Benoît DuPac                          | Manuel Gimeno                         | Claudio Moneta                        |
| Rouge the Bat                         | Marianne Graffam                      | Karen Strassman                       | Rumi Ochiai                           | Marie Lenoir                          | Ana Vidal                             | Jasmine Laurenti                      |
| E-123 Omega                           | Viktor Pavel                          | Aaron LaPlante                        | Taiten Kusunoki                       | Thierry Buisson                       | Jordi Salas                           | Marco Pagani                          |
| Amy Rose                              | Anna Gamburg                          | Cindy Robinson                        | Taeko Kawata                          | Naïké Fauveau                         | Meritxell Ribera                      | Serena Clerici                        |
| Chao                                  | Tomoko Sasaki                         | Tomoko Sasaki                         | Tomoko Sasaki                         | Tomoko Sasaki                         | Tomoko Sasaki                         | Tomoko Sasaki                         |
| Big the Cat                           | Andreas Sparberg                      | Kyle Hebert                           | Takashi Nagasako                      | Antoine Nouel                         | Santi Lorenz                          | Andrea De Nisc                        |
| Vector the Crocodile                  | Andi Krösing                          | Keith Silverstein                     | Kenta Miyake                          | Philippe Roullier                     | Alfonso Vallés                        | Diego Sabreo                          |
| Silver the Hedgehog                   | Roland Wolf                           | Bryce Papenbrook                      | Daisuke Ono                           | Hervé Grull                           | Masumi Mutsuda                        | Davide Albano                         |
| Blaze the Cat                         | Greta Galisch de Palma                | Erica Lindbeck                        | Nao Takamori                          | Delphine Braillon                     | Carmen Ambrós                         | Tania De Domenico                     |
| Dr. Eggman                            | Johannes Oliver Hamm                  | Mike Pollock                          | Kōtarō Nakamura                       | Marc Bretonnière                      | Francesc Belda                        | Aldo Stella                           |
| Zavok                                 | Klaus Lochthove                       | Patrick Seitz                         | Jōji Nakata                           | Benoît Allemane                       | Miguel Ángel Jenner                   | Gianni Gaude                          |
| Dodon Pa                              | Klaus Lochthove                       | Kyle Hebert                           | Katsuhisa Hōki                        | Vincent Violette                      | Rafael Turia                          | Antonio Paiola                        |
| Orbot                                 | Romanus Fuhrmann                      | Kirk Thornton                         | Mitsuo Iwata                          | Tony Marot                            | Albert Vilcan                         | Massimo Di Benedetto                  |
| Cubot                                 | Matthias Horn                         | Wally Wingert                         | Wataru Takagi                         | Benjamin Pascal                       | Xadi Mouslemeni Mateu                 | Luca Sandri                           |
| Omochao                               | Tabea Börner                          | Erica Lindbeck                        | Etsuko Kozakura                       | Delphine Braillon                     | Sofía García                          | Sabrina Bonfitto                      |
| Ansager                               | Klaus Lochthove                       | Roger Craig Smith                     | Fumihiko Tachiki                      | Alexandre Gillet                      | Juan Carlos Gustems                   | Marco Balbi                           |

## Sonic Racing
Bei Sonic Racing handelt es sich um eine Version von Team Sonic Racing, welche von SEGA HARDlight entwickelt und exklusiv am 19. September 2019 als eines der ersten Videospiele angepasst auf Apple Arcade für die Betriebssysteme iOS und macOS veröffentlicht wurde. Wie der abgekürzte Name verdeutlicht, steht in dieser Version keine Team-Funktion zur Verfügung, dafür sind alle Items sowie spielbaren Charaktere und Strecken aus Team Sonic Racing enthalten, die mit Spielfortschritt freigespielt werden müssen.
Mit dem Update zur Version 2.0.0 am 25. Oktober 2021 kam zusätzlich Classic Sonic (von Sonic Generations und Sonic Forces) als weiterer Fahrer mit dem Fahrzeug „Cyclone“ (von Sonic Drift und Sonic Drift Racing) hinzu, sowie mit der Green Hill Zone eine achte Zone mit den drei neuen Strecken Waterfall Hollow, Crabmeat Gorge und Stunning Springs und weiteren Verbesserungen im Steuerungsverhalten.

## Entwicklung
Die Entwicklung des Spiels begann im Sommer 2017, als Sega das Entwicklerstudio Sumo Digital beauftragte, nach Sonic & Sega All-Stars Racing (2010) und Sonic & All-Stars Racing Transformed (2012) ein neues Rennspiel dieser Art zu entwickeln. Als man feststellte, dass ein Großteil des jetzigen Entwicklerstudios damals noch nicht an den Vorgängertiteln mitgearbeitet hatte, kontaktierte man ausgewählte, ehemalige Entwickler dieser Spiele, damit diese punktuell oder aktiv am neuen Titel mitarbeiten sollten. Der Producer und Kopf des Sonic Team, Takashi Iizuka, hatte die Vorstellung eines simpleren Rennspiels, der auch jüngeren Spielern leicht zugänglich sein sollte. Man orientierte sich dabei weniger an anderen Fun-Racern, sondern wollte vielmehr den Team-Gedanken, ähnlich wie in Spielen wie Splatoon (2015) oder Overwatch (2016) in den Fokus stellen, was daher zum grundlegenden Spielelement wurde.
Nach ersten Gerüchten im Januar 2018, dass es ein neues Spiel im Stile Sonic & Sega All-Stars Racing geben solle, wurden diese Gerüchte am 30. Januar 2018 von Segas Aaron Webber dementiert. Auf der SXSW Convention am 16. März 2018 wurde dann ein kleines Teaser-Video veröffentlicht, welches ein fast komplett dunkles, aber ein klar erkennbar dem Sonic-Franchise zugehöriges Logo präsentierte, bei dem nur der Buchstabe „R“ beleuchtet war, der dem Aussehen des „R“ des Spiels Sonic R (1997, Sega Saturn) glich. Aufgrund des Aufbaus des verdunkelten Logos wurde oftmals der Name Super Sonic Racing angenommen.
Am 29. Mai 2018 erfolgte die Enthüllung des Spiels durch den US-amerikanischen Einzelhandelskonzern Walmart, als dieser unberechtigterweise Spielname, Cover, Artworks und Spielinhalte auf seiner Website veröffentlichte. Durch diesen Leak sah sich Sega gezwungen, den Titel selbst auch am Folgetag, den 30. Mai 2018, zu enthüllen. Die eigentlich geplante Enthüllung am 11. Juni 2018 auf der E3 2018 fand dennoch statt, dabei wurde auch ein erster Trailer mit gerendertem Bildmaterial gezeigt, das Main Theme Green Light Ride von Crush 40 abgespielt eine spielbare Demo-Version zur Verfügung gestellt. Dabei wurde Team Sonic Racing nominiert als „Hardcore Gamer's Best Racing Game of E3 2018“. In den Folgemonaten war das Spiel auch vertreten auf der Gamescom 2018, auf der PAX West 2018 und Tokyo Game Show 2018.
Nachdem das Spiel zunächst für das Jahr 2018 angekündigt worden war, gab Sega im Oktober 2018 bekannt, dass sich der Releasezeitpunkt auf 2019 verschieben würde, damit man noch genug Zeit habe, das Spiel weiter zu verbessern. Ein serienuntypisches, nie zuvor bei Sonic-Spielen stattgefundenes Vorgehen, vor allem nach den Entwicklungsproblemen durch die sogar gegenteilig termingezwungenen Releases und ihrer Konsequenzen bei Spielen wie Sonic the Hedgehog (2006) oder Sonic Boom: Lyrics Aufstieg (2014). Am 16. März 2019 wurde im Rahmen des 2019 SXSW Panel die erste Episode der zweiteiligen Animationsserie namens Team Sonic Racing: Overdrive veröffentlicht, gefolgt von der zweiten Episode am 25. April 2019, welche Team Sonic Racing weiter bewerben sollten. Der internationale und systemübergreifende Releasetag war schließlich der 21. Mai 2019.

## Rezeption
Team Sonic Racing erhielt mittelmäßige bis positive Kritiken, welche im Schnitt nicht an die Wertungen der Vorgänger Sonic & Sega All-Stars Racing (2010) und Sonic & All-Stars Racing Transformed (2012) herankam.
Sonic & All-Stars Racing Transformed wurde allgemein positiv bewertet und erfuhr in allen Bereichen, wie Grafik, Soundtrack, Gameplay, Spielspaß oder technische Präsentation, durchweg gute, teils sehr gute Kritiken, welche die Wertungen des Vorgängers nochmals übertrafen.

„Sonic & All-Stars Racing Transformed hat mir sehr viel Spaß gemacht, mit Team Sonic werde ich nur bedingt warm: Mechanisch funktioniert zwar alles wie es soll, das einfache Driftsystem auf Knopfdruck ist schnell verstanden und technisch kommt das knallbunte Geschehen mit (meist) 60 fps prima rüber. Doch der letzte Funken mag nicht überspringen: Dem Igel-Klan geht einfach etwas der Charme ab, das Story-Drumherum fühlt sich beliebig an und mit dem Teamaspekt und seinen Unwägbarkeiten in der Endabrechnung muss man sich anfreunden wollen. Auch dass die Herausforderungen in der Kampagne ungleich schwerer als die Rennen ausfallen, ist verwunderlich. So bleibt ein rundum kompetenter Raser, der aber an seinen Vorgänger nicht herankommt.“

„Im Großen und Ganzen kann ich sagen, dass ihr Team Sonic Racing nur kaufen solltet, wenn ihr es Online und allein spielen möchtet. Zwar ist der Offline-Modus eine Alternative, doch fesselt er den Spieler nicht unbedingt. Für Spieleabende mit Freunden empfehle ich eher zur wohl offensichtlichsten Alternative zu greifen, gerade dann, wenn diese online stattfinden. Die Rennen machen zwar Spaß, doch das Warten davor ist eine Qual. Auch als Sonic-Fan weiß ich nicht, ob das Spiel so empfehlenswert wäre. Selbstverständlich werdet ihr in Nostalgie versetzt, doch solltet ihr euch fragen, wie oft ihr das Spiel einlegen werdet und wie lange der Spaß halten wird. Seid ihr überzeugt davon, dass ihr Team Sonic Racing auch in Zukunft so regelmäßig wie ein Mario Kart spielen werdet, möchte ich niemanden vom Kauf abhalten.“

Die Versionen für PlayStation 4 und Xbox One wurden allgemein leicht besser bewertet als die Variante für Nintendo Switch, welche über längere Ladezeiten verfügt.